# In St. Jürgen
In St. Jürgen ist eine Novelle von Theodor Storm. Sie entstand 1867 und wurde 1868 veröffentlicht, sowohl im Deutschen Künstler-Album als auch im 4. Band von Storms erster Gesamtausgabe Sämmtliche Schriften.

## Handlung

### Rahmenhandlung I
Der Ich-Erzähler, ein Junge aus dem Husumer Bürgertum, besucht häufig eine alte Frau namens Agnes Hansen, die im St. Jürgenstift untergebracht ist. Hansen war eine Dienerin im Haushalt der Eltern des Jungen, bevor sie aus Altersgründen in das Stift aufgenommen wurde. Sie erzählt nie aus ihrer Vergangenheit, und erst nach einigen Jahren, an ihrem 65. Geburtstag – der Erzähler ist inzwischen ein junger Mann –, fragt er sie, warum sie als Tochter eines einst angesehenen Kaufmanns eigentlich das Leben einer Dienstmagd führen musste. Sie erzählt daraufhin die Geschichte ihrer Jugend und ihrer gescheiterten Liebe:

### Binnenhandlung I: Agnes’ Geschichte
Agnes’ Vater Liborius Michael Hansen war Witwer und ein ehrlicher und etwas abergläubischer Kaufmann. Im Nachbarhaus wohnte ein Tischlermeister, und als dieser und seine Frau plötzlich starben, wurde er der Vormund von dessen Sohn, Harre Jensen.
Harre und Agnes wuchsen zusammen auf und wurden gute Freunde. Harre lernte den Beruf seines Vaters, und als er die Aussicht hatte, Tischlermeister zu werden und mit dem väterlichen Erbe eine eigene Werkstatt zu eröffnen, bat er Agnes seine Frau zu werden. Inzwischen ging Hansens Geschäft immer schlechter, auch infolge der Kontinentalsperre. Seiner Tochter verheimlicht er, dass er schon beinah bankrott war. In seinem Garten gab es einen tiefen Brunnen, und man erzählte sich, dass darin ein Schatz liege. Ein Gang mit der Wünschelrute sowie ein stadtbekannter Spökenkieker scheinen dies zu bestätigen. Dieser Spökenkieker bietet Hansen gegen eine hohe Summe seine Hilfe bei der Bergung des Schatzes an, und Hansen bezahlt ihn aus dem Erbe des Tischlermeisters, das er für Harre verwaltet.
Nachts steigen die beiden in den Brunnen, doch plötzlich hört Hansen aus der Tiefe das Weinen seiner längst verstorbenen Frau und weiß, dass er sich versündigt hat. Er gesteht alles seiner Tochter, die am nächsten Morgen ihren Verlobten Harre informiert. Dieser kann nun, ohne Erbe, weder Agnes heiraten noch eine Werkstatt eröffnen. Er will auf Wanderschaft gehen und wieder zurückkehren, wenn er genug verdient hat.  Agnes hört jedoch nie wieder von ihm.
Nach dem endgültigen Bankrott muss Hansen sein Haus am Marktplatz verkaufen und mit Agnes in eine kleine Wohnung ziehen. Er erleidet einen Schlaganfall und stirbt neun Jahre später. Daraufhin tritt Agnes in den Dienst der Familie des Erzählers ein. Ihr gespartes Geld legt sie in Wertpapieren auf Harres Namen an, um die Schuld ihres Vaters zurückzuzahlen.

### Rahmenhandlung II
Mehrere Jahre später, der Erzähler ist gerade auf dem Weg in seine Heimatstadt, trifft er im Zug einen älteren Herrn. Da die beiden sich sympathisch sind und denselben Reiseweg haben, erzählt der Herr ihm die Geschichte seines Lebens, und es stellt sich heraus, dass er Harre Jensen ist.

### Binnenhandlung II: Harres Geschichte
Als Harre erfährt, dass sein Erbe verloren ist, bricht er schon am nächsten Morgen auf, um Hansen ein demütigendes Geständnis zu ersparen. Vom Turm der Marienkirche läutet es, und Harre geht hinauf, um sich von dem alten Türmer zu verabschieden. Oben trifft er Agnes, die von dort beobachten wollte, wie Harre aus der Stadt hinausgeht. Die beiden verabschieden sich und Agnes verspricht, auf ihn zu warten.
Er geht nach Wien und arbeitet als Lehrling in einer Klavierfabrik. Von dort aus geht er nach Württemberg, wo er in der Werkstatt eines Klavierbauers arbeitet. Er wohnt auch in dessen Haus und versteht sich mit ihm so gut, dass er quasi zum Teil der Familie wird. Als der Klavierbauer schon in jungen Jahren an einer Lungenkrankheit stirbt, verspricht Harre ihm am Totenbett, sich um dessen Frau und die drei Kinder zu kümmern. Wirtschaftlich steht es schlecht um die Werkstatt, und Harre ist nun auf Jahre hinaus an diese Familie gebunden, trotz seiner Sehnsucht nach Husum und nach Agnes.
Als er schon über 40 ist und die Kinder herangewachsen sind, heiratet er die Witwe des Klavierbauers. Er beginnt sie immer mehr zu hassen und die Schuld für die Misere seines Lebens bei ihr abzuladen. Als sie bei einer Wanderung beinah einen Abhang hinunterstürzt, ertappt er sich für einen Moment bei dem Gedanken, sie abstürzen zu lassen. Doch dann zieht er sie hinauf und schüttet ihr sein Herz aus: Erst jetzt erfährt sie von Agnes, von seiner Sehnsucht und seinen sich widersprechenden Verpflichtungen. Die beiden versöhnen sich und können nun eine harmonische Ehe führen. Doch von Zeit zu Zeit plagt ihn immer noch die Sehnsucht, und eines Abends, die beiden sind schon alt und haben Enkelkinder, gibt seine Frau ihm den Rat, Agnes noch einmal zu besuchen, um dann Frieden zu haben. Und so bricht er auf und trifft im Zug auf den Erzähler.

### Schluss
In der Postkutsche, kurz vor der Ankunft in Husum, ist Harre erleichtert, als er vom Erzähler erfährt, dass Agnes noch lebt. Zu Hause angekommen, erfährt der Erzähler aber von seiner Mutter, dass Agnes an diesem Morgen gestorben ist. Er macht sich sofort auf den Weg und trifft Harre in St. Jürgen am Bett der Toten an.

## Das Schwalben-Motiv
Schwalben sind ein zentrales Motiv in der Geschichte. Der Erzähler erinnert sich an eine Episode aus seiner Kindheit, als er eine auf dem Boden liegende Schwalbe für sterbend hielt. Agnes ermutigte ihn aber, sie in den Garten zu bringen und in die Luft zu werfen, und tatsächlich flog sie weg.
Die Schwalben nisten vor Agnes’ Fenster und kündigen jedes Jahr die Ankunft des Frühlings an, so auch an dem Tag, als sie dem Erzähler aus ihrer Jugend berichtet. Auch bei der Abschiedsszene zwischen Agnes und Harre auf dem Kirchturm sind sie zugegen, und in der Ferne erinnern sie Harre immer an die Heimat. Agnes’ Todestag ist ein Herbsttag, an dem die Schwalben sich zum Abflug in den Süden vorbereiten.

## Quelle
- Theodor Storm: In St. Jürgen. In: Ausgewählte Novellen. Erster Band. Leipzig: Insel Verlag 1953, S. 227–269.